# Сестрорецкая волость
Сестроре́цкая во́лость — из 17 волостей Петроградского (до 1914 года Санкт-Петербургского) уезда одноимённой губернии; вместе со Стародеревенской — одна из двух прибрежных волостей в северной части Финского залива, на северо-запад от города. Вместе с Белоостровской, Лемболовской и Коркомякской входила в число четырёх приграничных волостей уезда.
Берег Финского залива в районе устья реки Сестры и Сестрорецкого разлива формировал западную границу волости. На севере Сестрорецкая волость граничила с Белоостровской волостью, на северо-востоке с Вартемякской, на востоке с Осинорощинской и Парголовской, и на юге со Стародеревенской волостью.
Административный центр — село Сестрорецк. В Сестрорецке помимо органов управления волостью размещалась становая квартира 2-го стана уезда, к которому помимо Сестрорецкой были отнесены Белоостровская, Муринская и Осинорощинская волости.
По данным на 1890 год крестьянские наделы в волости составляли 6833 десятины. В 2 селениях волости насчитывался 261 двор, в которых проживало 8573 души обоего пола, в том числе 4462 мужчины и 4111 женщин. Число некрестьянских дворов в волости — более 100.